# کومنوگو
کومنوگو شهری در شهرستان سابسه در استان بام در بورکینافاسوی شمالی است و جمعیت آن ۷۹ نفر است.